# Bioorganic & Medicinal Chemistry Letters
Bioorganic & Medicinal Chemistry Letters — рецензований науковий журнал, що публікує результи досліджень молекулярної структури біологічних організмів і взаємодії біологічних мішеней з хімічними агентами. 
Присвячений публікації найбільш важливих та актуальних досліджень на теми, що перебувають на стику хімії та біології, а також стислі оглядові статті на замовлення редакції. Журнал, зокрема, публікує звіти про експериментальні результати в медичній хімії, хімічній біології, а також повідомлення про відкриття та розробку нових ліків.
Журнал видається Elsevier з 1991 року. Видавництво також публікує з 1993 року Bioorganic & Medicinal Chemistry для більш довгих робіт.
Журнал реферується та індексується в базах даних Chemical Abstracts Service, Scopus, EBSCO, ProQuest, Index Medicus / MEDLINE / PubMed та Science Citation Index Expanded. 
За даними Journal Citation Reports, імпакт-фактор журналу на 2021 рік становить 2,940.